# Jeanne Mance
Jeanne Mance (Langres, 12 november 1606 – Montréal, 18 juni 1673) was een Franse verpleegster en kolonist in Nieuw-Frankrijk. Ze stichtte het oudste ziekenhuis van Montréal, het Hôtel-Dieu de Montréal.

## Biografie

### Jaren in Langres
Jeanne Mance werd in Langres geboren als het tweede kind van Charles Mance en Catherine Émonnot en haar familie behoorde tot de middenklasse werkzaam in de administratie. Jeanne werd al op jonge leeftijd toevertrouwd aan de orde der Ursulinen. Ze was nauwelijks twintig toen ze haar moeder verloor en nam vervolgens samen met een van haar zussen het onderwijs van haar jongere broers en zussen op zich.
De plaats Langres leed onder het oorlogsgeweld van de Dertigjarige Oorlog en dit leidde tot de oprichting van ziekenhuizen in de stad. Met name bisschop Sébastien Zamet speelde hier een belangrijke rol in. Zo richtte hij een gemeenschap van vrome vrouwen op die zich richtte op liefdadigheidsactiviteiten van externe en sociale aard. Waarschijnlijk deed Mance hier haar eerste ervaring als verpleegster op.
In april 1640 had ze een ontmoeting met haar neef Nicolas Dolebeu die Mance vertelde over Nieuw-Frankrijk. Ze kreeg van haar meerdere vervolgens de toestemming om af te reizen naar Amerika. Op 9 mei 1641 vertrok ze per schip vanaf La Rochelle naar de Nieuwe Wereld.

### Montréal
In augustus 1641 kwam het schip met Mance aan in Quebec. Uiteindelijk werd de plaats Montréal op 17 juni 1642. Nog in hetzelfde jaar zou Mance haar Hôtel Dieu stichten, maar de bouw van het daadwerkelijke ziekenhuis zou pas in 1645 plaatsvinden. Tijdens de conflicten die enkele jaren later zouden ontstaan met de Irokezen moest ze tijdelijk het ziekenhuis sluiten en haar toevlucht nemen in het fort van Montréal.
Door een val op het ijs in 1657 brak Mance haar pols, ondanks dat de pols gezet werd hadden de behandelende artsen iets over het hoofd gezien waardoor ze haar arm niet meer kon gebruiken. Vanwege dit euvel zag zij zich genoodzaakt om zich te laten vervangen als het hoofd van het ziekenhuis. Mance reisde vervolgens naar Frankrijk om zusters te zoeken die konden helpen in het ziekenhuis. Ze keerde in september 1659 terug van haar reis. Ze zou in 1662 haar laatste reis naar Frankrijk maken. Tot kort voor haar dood bleef ze nog taken in het ziekenhuis uitvoeren.

## Nalatenschap
In 2014 verkreeg Mance van de Rooms-Katholieke Kerk de titel eerbiedwaardige.